# 앙토니 레베이에르
앙토니 레베이에르(프랑스어: Anthony Reveillere, 1979년 11월 10일 두에라퐁텐 ~ )는 프랑스의 전 축구선수이다. 1979년 11월 10일 태어났다. 1997년에 스타드 렌 FC에 입단하면서 데뷔했다. 2010년 FIFA 월드컵 프랑스 국가대표와 UEFA 유로 2012 프랑스 국가대표로 활약했다.
과거 스타드 렌과 발렌시아에서 뛴 적이 있으며 2003년 올랭피크 리옹으로 이적한 이래 팀에서 200경기가 넘는 출전 기록을 가지고 있다. 2010년 FIFA 월드컵에서 프랑스 대표로 출전했다.

## 수상 경력
올랭피크 리옹
- 리그 1 우승 5회 (2003-2004, 2004-2005, 2005-2006, 2006-2007, 2007-2008), 준우승 1회 (2009-2010)
- 쿠프 드 프랑스 우승 1회 (2007-2008)
- 트로페 데 샹피옹 우승 5회 (2003, 2004, 2005, 2006, 2007), 준우승 1회 (2008)
- 피스컵 1회 우승 (2007)